# Rhadinaea montecristi
Rhadinaea montecristi este o specie de șerpi din genul Rhadinaea, familia Colubridae, descrisă de Mertens în anul 1952. Conform Catalogue of Life specia Rhadinaea montecristi nu are subspecii cunoscute.